# بهي الدين (قرية)
قرية بهي الدين هي إحدى القرى التابعة لمركز سيوة في محافظة مطروح في جمهورية مصر العربية. حسب إحصاءات سنة 2018، بلغ إجمالي السكان في بهي الدين 1,544 نسمة، منهم 801 رجل و 743 امرأة.